# Gulnara Karimova
Gulnara Islomovna Karimova (Fargʻona (Sovjet-Unie), 8 juli 1972) is een Oezbeekse diplomaat en zakenvrouw. Zij is de oudste dochter van de - inmiddels overleden - president Islam Karimov.

## Levensloop
Karimova's vader werd na het uiteenvallen van de Sovjet-Unie de eerste president van Oezbekistan en stelde een dictatuur in. Zo zijn oppositiepartijen alleen toegestaan wanneer ze loyaal zijn aan de president. Zijn dochter studeerde aan de Universiteit van Tashkent, waar ze een bachelor behaalde in de economie. In 1996 behaalde ze een master. Na korte tijd gewerkt te hebben als docent en analist op het ministerie van Buitenlandse Zaken behaalde ze in 2000 een master aan de Harvard-universiteit. Terug in Oezbekistan behaalde ze een PhD.
Naast haar studie-activiteiten vervulde Karimova verschillende diplomatieke rollen. Zo was ze van 2003 tot 2005 adviseur op de Oezbeekse ambassade in Moskou, in 2008 onderminister van Internationale Samenwerking, in hetzelfde jaar de Permanente Vertegenwoordiger van Oezbekistan bij de Verenigde Naties en in 2010 ambassadeur naar Spanje.
In 2006 kwam haar eerste muziekvideo uit. Ze trad op onder de naam Googoosha, haar vaders koosnaam voor haar. In twee andere video's zong ze een duet met Julio Iglesias en Gérard Depardieu. In 2009 regelde ze dat de band Sting optrad in Oezbekistan. In 2009 lanceerde Karimova haar eigen juwelencollectie onder de naam Guli for Chopard en in 2010 haar kledinglijn Guli. Haar lentemodeshow tijdens de New York Fashion Week in september 2011 ging niet door na kritiek van Human Rights Watch en andere mensenrechtenorganisaties op het beleid van haar vader, dat leidt tot martelingen en kinderarbeid.
Karimova exploiteerde verschillende radio- en televisiezenders en consultancybedrijven. Bovendien profiteerde ze van buitenlandse bedrijven die in Oezbekistan wilden investeren en daarvoor toestemming nodig hadden. In februari 2016 werd bekend dat het Russisch-Noors telecombedrijf VimpelCom met de Nederlandse en Amerikaanse justitie een schikking hadden getroffen van 716 miljoen euro. Zij zouden meer dan honderd miljoen hebben betaald aan Karimova voor Oezbeekse 3G-frequenties die zij bezat. Ook het Zweeds-Finse telecombedrijf TeleSonera en het Russische MTS worden er van verdacht smeergeld betaald te hebben aan Karimova.
De presidentsdochter heeft sinds 2014 huisarrest. Dit bleek uit beelden die via de BBC naar buiten kwamen. De reden voor het huisarrest was onbekend. In juli 2017 bracht het kantoor van de procureur-generaal een verklaring uit, waarin stond dat Karimova in 2015 veroordeeld was tot vijf jaar in beperkte hechtenis vanwege belastingontduiking, afpersing en verduistering. Ook is zij  verdachte in nog lopende onderzoeken. Tot het voorjaar van 2018 was niet bekend waar Karimova zich bevond. Haar Zwitserse advocaat verklaarde later dat hij haar had ontmoet in april 2018 in een gevangenis buiten Tashkent. In februari 2019 werd het huisarrest omgezet naar een gevangenisstraf, omdat Karimova haar flat verlaten zou hebben. In maart 2020 ontving Karimova een gevangenisstraf van dertien jaar bovenop de straf die ze op dat moment al uitzat.
Oezbeekse autoriteiten proberen voor meer dan 1.5 miljard dollar aan buitenlandse tegoeden terug te krijgen van Karimova. Een huis in Zwitserland werd in januari 2020 doorzocht. Daarbij werden 70 kunstwerken in beslag genomen die terug moeten naar Oezbekistan. In november 2023 werd bekend dat de Zwitserse overheid 840 miljoen dollar aan tegoeden had bevroren.